# Deroceras vascoanum
Deroceras vascoanum е вид коремоного от семейство Agriolimacidae.

## Разпространение
Видът е разпространен в Испания и Франция.